# گوریل‌تباران
گوریل‌تباران (به لاتین: Gorillini) یک تبار شامل سه سرده: گوریل و سردهٔ منقرض‌شده Chororapithecus و میمون ناکالی است.